# Fanny Martin
Pour les articles homonymes, voir Martin et Martin (nom de famille).
Fanny Martin est une monteuse son et compositrice française.
Elle a remporté le César du meilleur son pour son travail sur le film Adolescentes.

## Filmographie partielle

### Au cinéma
- 2007 : Tout est pardonné de Mia Hansen-Løve
- 2009 : Le Père de mes enfants de Mia Hansen-Løve
- 2010 : La Tentation de Potosi
- 2012 : After Vegas  (court métrage)
- 2013 : L'Armée du salut
- 2013 : Demolition Party  (court métrage)
- 2014 : Party Girl de Marie Amachoukeli, Claire Burger et Samuel Theis
- 2015 : Asphalte de Samuel Benchetrit
- 2015 : L'Étourdissement  (court métrage)
- 2015 : Tout pour être heureux de Cyril Gelblat
- 2016 : Les Têtes de l'emploi d'Alexandre Charlot et Franck Magnier
- 2017 : Somniloquies
- 2017 :  Madame d'Amanda Sthers
- 2017 : K.O. de Fabrice Gobert
- 2017 : La Surface de réparation de Christophe Régin
- 2018 : Le Cinéma de maman  (court métrage)
- 2018 : C'est ça l'amour de Claire Burger
- 2019 : Adolescentes
- 2021 : Petite Nature
- 2021 : La Fracture (Fractured) de Brad Anderson
- 2021 : La Panthère des neiges, documentaire de Marie Amiguet et Vincent Munier
- 2023 : Le Retour de Catherine Corsini
- 2023 : Àma Gloria (aussi compositrice)
- 2023 : Anatomie d'une chute de Justine Triet
- 2024 : Langue étrangère de Claire Burger

### À la télévision
- 2010-2019 : Engrenages  (série télévisée, 4 épisodes)
- 2011-2012 : Clem  (série télévisée, 2 épisodes)
- 2012 : Main courante  (série télévisée, 4 épisodes)
- 2013-2017 : Cherif  (série télévisée, 12 épisodes)
- 2015 : Camping Paradis  (série télévisée, 1 épisode)
- 2015 : Le plus beau pays du monde, Opus 2  (téléfilm)
- 2015 :  Quand il a fallu partir  (téléfilm)
- 2016 : L'Inconnu de Brocéliande  (téléfilm)
- 2016 : Jour polaire  (série télévisée, 2 épisodes)
- 2016-2018 :  Baron noir  (série télévisée, 7 épisodes)
- 2018 : Ben   (série télévisée, 6 épisodes)
- 2019 : Double je  (série télévisée, 1 épisode)
- 2020 : La Garçonne  (mini-série télévisée, 1 épisode)
- 2020 : Faux-semblants  (téléfilm)
- 2021 : Clèves, téléfilm de Rodolphe Tissot
- 2022 : Visions  (mini-série télévisée, 3 épisodes, monteuse des dialogues)
- 2022 :  Esprit d'hiver  (mini-série télévisée, 3 épisodes)

## Récompenses et distinctions
- César 2021 : César du meilleur son pour Adolescentes (partagé avec Julien Sicart, Jeanne Delplancq et Olivier Goinard)
- César 2024 : nomination au César du meilleur son pour Anatomie d'une chute
- Motion Picture Sound Editors 2024 : nommé au Golden Reel Award (réalisation exceptionnelle en montage sonore - œuvre cinématographique en langue étrangère) pour Anatomie d'une chute (partagé avec Yolande Decarsin, Jeanne Delplancq et Olivier Goinard)
- Chlotrudis Awards 2024 : meilleure conception sonore pour Anatomie d'une chute (partagé avec Jeanne Delplancq)
- North Dakota Film Society 2024 : nommé au prix NDFS du meilleur son pour Anatomie d'une chute (partagé avec Olivier Goinard et Julien Sicart)
- (en) Fanny Martin: Awards, sur l'Internet Movie Database